# HMS Defiance (1772)
HMS Defiance (1772) — 64-пушечный линейный корабль 3 ранга Королевского флота Великобритании. Заказан 9 июня 1768 года. Спущен на воду 31 августа 1772 года на королевской верфи в Вулвиче. Принадлежал к типу Intrepid сэра Джона Уильямса.

## Служба
27 июля 1778 года участвовал в бою у острова Уэссан.
Разбился в 1780 году.